# Carta d'Atenes per a la Restauració de Monuments Històrics
La Carta d'Atenes per a la Restauració De Monuments Històrics conegut simplement com la Carta d'Atenes és el primer document internacional dedicat a la conservació i restauració del patrimoni. La Carta va marcar el començament d'un moviment internacional per la conservació del patrimoni històric i va suposar el primer pas en la consideració del patrimoni cultural com un llegat que implica i responsabilitza al conjunt de la humanitat.

## La Conferència
La Comissió Internacional de Cooperació Internacional va ser constituïda l'any 1922 per la Societat de Nacions, en aquest primer moment la presidí Henri Bergson. Aquesta Comissió Internacional va ser creada per realitzar de difusió i estudi de temes relatius a la creació artística, l'ensenyament i les belles arts, per tal d'acomplir la tasca s'ajudava de dues organitzacions filials: L'Institut de Cooperació Intel·lectual i l'Oficina Internacional de Museus.
Amb la iniciativa de la Comissió es va dur a terme la Conferència d'experts en la protecció i conservació de monuments d'Art i d'Història, celebrada a la ciutat d'Atenes entre el 21 i el 30 d'octubre de 1931. La Carta d'Atenes esdevindrà la redacció de les conclusions generals extretes de la Conferència. La Conferència va articular-se amb sis sessions de temes diversos i amb la participació de ponents de diferents delegacions nacionals.
Entre els nombrosos participants de la Conferència hi ha l'arquitecte i teòric italià Gustavo Giovannoni. Va encapçalar la delegació italiana i va tenir un paper destacat en l'acte i el document resultant. Giovannoni fou seguidor de Camilo Boito i la restauració científica, un model que anava agafant força a Itàlia i va influir visiblement en la redacció de la Carta. Un d'aquests punts del document on s'hi observa la implicació de Giovannoni és l'article on per primer cop apareix la protecció de l'entorn o ambient del monument. Sobre aquest mateix punt també va destacar l'actuació de l'arquitecte modernista Victor Horta, en una de les ponències del Congrés, Horta va plantejar una sèrie de principis generals en l'actuació sobre l'entorn dels monuments per tal d'aconseguir l'harmonia entre les noves construccions i les històriques.

## Contingut
La Carta d'Atenes consta de tres parts: la introducció, els articles i els vots
finals.
Els articles:
| « | I. Doctrina. Principis generals. “La Conferència ha escoltat l'exposició dels principis generals i de les doctrines relatives a la protecció de monuments. Es constata que, fins i tot en la diversitat dels casos especials als que poden respondre solucions particulars, predominen en els diversos Estats representants una tendència general a abandonar les restitucions integrals i evitar els riscos mitjançant la institució de manteniments regulars i permanents tendents a assegurar la conservació dels edificis. En el cas en què una restauració aparegui com indispensable a causa de la degradació o destrucció, es recomana respectar l'obra històrica i artística del passat, sense proscriure l'estil de cap època. La conferència recomana mantenir, quan sigui possible, l'ocupació dels monuments que asseguri la seva continuïtat vital, tenint en compte, però, que la nova destinació sigui tal que respecti el caràcter històric i artístic.” En el primer article podem observar l'aproximació del document a les teories de la restauració científica de Boito i Giovannoni, prevaldrà la conservació preventiva i el manteniment davant la restauració, que serà utilitzada només com a últim recurs. II. Mesures administratives i legislatives relatives als monuments històrics. “ La Conferència ha escoltat l'exposició de mesures legislatives orientades a protegir monuments d'interès artístic, històric o científic pertanyents a diferents estats. Ha aprovat unànimement la tendència general que consagra aquesta matèria un dret de la comunitat contra l'interès privat. Ha constat com la diferència entre aquestes legislacions prové de la dificultat de conciliar el dret públic amb el dret dels particulars i, en conseqüència, tot i aprovant la tendència general, estima que han de ser apropiades a les circumstàncies locals i l'estat de l'opinió pública, de manera de trobar la menor oposició possible i de tenir en compte els sacrificis que els propietaris pateixen en l'interès general. Emet el vot perquè en cada Estat l'autoritat pública sigui investit del poder de prendre mesures de conservació en cas d'urgència. Augura en fi, que l'Oficina Internacional de Museus Públics tingui al dia un registre comparatiu de les legislacions de cada Estat sobre aquest tema.” Apareix un primer reconeixement internacional de la “funció social de la propietat” i l'obligació del propietaris d'acompliment d'un règim específic, el patrimoni col·lectiu comença a prevaler davant de la propietat privada. Aquests tipus de legislacions eren inexistents en els estats participants, així, les recomanacions de la Carta d'Atenes van significar un primer pas en la protecció i difusió del patrimoni. III. Enriquiment estètic dels monuments antics. “ La Conferència recomana respectar en la construcció dels edificis el caràcter i la fisonomia de la ciutat, essencialment, en la proximitat de monuments antics, casos per als quals l'ambient ha de ser objecte d'atenció particular. Igual respecte s'ha de tenir, per aquelles perspectives particularment pintoresques. També poden ser objecta d'estudi les plantacions i ornaments vegetals adjunts a certs monuments o grups de monuments, per conservar el caràcter antic. Es recomana sobretot la supressió de publicitat, de superposició abusiva de pals i fils telegràfics, d'indústria sorollosa i invasora, en proximitat dels monuments.” Encara que només es promogui una protecció de l'entorn immediat del monument i encara no apareguin nocions com centre històric, podem observar per primer cop un reconeixement i una voluntat de salvaguarda de l'ambient del monument, aquest respecte a l'entorn que apareix en l'article va ser la codificació internacional d'un dels principis de Gustavo Giovannoni. IV. Restauració de monuments. “Els experts van escoltar diverses comunicacions referides a l'ús de materials moderns per a la consolidació de monuments antics. Aproven l'ús assenyat de tots els recursos de la tècnica moderna, i especialment del ciment armat. Ells expressen el parer que ordinàriament aquests mitjans de reforç han de ser dissimulats per no alterar l'aspecte i, el caràcter de l'edifici a restaurar, i recomanen la seva utilització especialment en els casos en què permeten conservar els elements in situ, evitant els riscos del desarmat i la reconstrucció.” La restauració mimètica o l'ocultació d'aquests mitjans de reforç, és el punt que més controvèrsia genera actualment. El motiu d'aquest rebuig és la possibilitat que les actuacions, amb l'afany de dissimular l'afectació estètica en el monument, puguin convertir-se en intervencions creatives, un factor que s'allunya de les convencions de la restauració científica. V. Deteriorament de monuments antics. “La Conferència constata que en les condicions de la vida moderna, els monuments es troben sempre més amenaçats pels agents externs; i, tot i no podent formular regles generals que s'adaptin a la complexitat dels casos, recomana: 1) La col·laboració en cada país dels conservadors de monuments i els arquitectes amb els representants de les ciències físiques i químiques i naturals per arribar a resultats que assegurin sempre major qualificació. 2) La difusió, per part de l'Oficina Internacional de Museus, de tals resultats, mitjançant notícies sobre els treballs empresos en els diversos països i publicacions regulars. La Conferència, en resguard de la conservació de l'escultura monumental, considera que, l'exportació de les obres del context per al qual van ser creades, s'ha de considerar en un principi inoportuna. Recomana, a títol de precaució, la conservació dels models originals quan encara existeixin, i l'execució de calcs quan aquests faltin.” La cooperació interdisciplinària va ser una de les novetats que plantejà la Carta, la fórmula d'investigació amb un caire multidisciplinari que esdevé a una aproximació més completa i científica a les realitats del monument, i és un dels molts punts del document que continuen gaudint de vigència. La crítica a l'exportació de parts de la peça monumental, freqüent en molts moments de la història i significativa en el context de redacció de la Carta, la ciutat d'Atenes, va ser plasmada per primer cop en un document internacional. VI. La tècnica de la conservació. “La Conferència constata amb satisfacció que els principis i les tècniques exposades en les diferents comunicacions particulars s'inspiren en una tendència comuna, és a dir quan es tracta de ruïnes, s'imposa una conservació escrupolosa i quan les condicions ho permeten, és una bona solució posar al seu lloc els elements originals trobats (anastilosis), i els materials nous necessaris a aquest fi hauran se ser sempre recognoscibles. Quan la conservació de ruïnes trobades en una excavació fos impossible, serà aconsellable, abans que abandonar-les a la destrucció, enterrar novament, després d'haver fet les anàlisis precises. És evident que la tècnica de l'excavació i la conservació de les restes imposen la estreta col·laboració entre arqueòleg i arquitecte. Quant a altres monuments, els experts reconeixent que cada cas es presenta amb un caràcter especial, estan d'acord en aconsellar, abans de cada treball de consolidació o de restauració parcial, una indagació escrupolosa dels mals als quals s'ha de buscar remei. Es reconeix que cada cas necessita ser tractat de forma individual.” En aquest article s'hi torna a observar els eixos principals de la restauració científica que la Carta va adoptar, la conservació i la documentació, la cooperació interdisciplinària esmentada en l'article V, i per primer cop, una tímida intenció de retorn de les peces exportades o separades del monument. VII. La conservació de monuments i la col·laboració internacional. “ a) Cooperació tècnica i moral La Conferència, convençuda que la conservació del patrimoni artístic i arqueològic de la humanitat, interessa a tots els Estats tutors de la civilització, augura que els Estats es prestin sempre una col·laboració cada vegada més estreta i concreta per afavorir la conservació dels monuments d'art i d'història; estima altament considerable que les institucions i grups qualificats, sense atacar el dret públic internacional, puguin manifestar el seu interès per la salvaguarda de les obres mestres en les quals la civilització ha trobat la seva màxima expressió i es troben amenaçades; emet el vot perquè les peticions, a aquest efecte, siguin sotmeses als organismes de cooperació intel·lectual, després d'indagacions fetes per l'Oficina Internacional de Museus i benèvola atenció dels Estats. Correspondrà a la Comissió Internacional de la Cooperació Intel·lectual, després de les investigacions realitzades per l'Oficina Internacional de Museus i després d'haver recollit dels seus organismes locals la informació pertinent, pronunciar-se sobre passos a complir i sobre el procediment a seguir en cada cas particular. Els membres de la Conferència, després d'haver visitat, en el curs de la seva tasca i del viatge d'estudis posteriors, alguns dels principals llocs d'excavació i monuments de l'antiga Grècia, per unanimitat reten homenatge al govern hel·lènic, que des de fa molts anys ha acceptat la col·laboració d'arqueòlegs i especialistes de tots els països. Han vist, en això, un exemple que no fa més que contribuir a la realització dels fins de cooperació intel·lectual, la necessitat dels quals es va mostrar tan vital en el curs dels seus treballs. b) El paper de l'educació. La Conferència, profundament convençuda que la millor garantia de conservació dels monuments i obres d'art ve de l'afecte i del respecte del poble, i considerant que aquests sentiments poden ser afavorits per una acció apropiada dels poder públics, emet el seu vot perquè els educadors tinguin al seu càrrec habituar a la infància i la joventut a abstenir-se de tot que pugui degradar els monuments i els indueixi a entendre el significat i l'interès per la per la protecció dels testimonis de cada civilització. c) Valor de la documentació internacional. La Conferència emet el vot perquè: 1) En els diferents Estats les institucions creades o reconegudes per a aquestes finalitats publiquin un inventari dels monuments històrics nacionals acompanyat de fotografies i notícies sobre ells. 2) Cada Estat creï un arxiu, on es conservin els documents relatius als propis monuments històrics. 3) Cada Estat dipositi còpies de les seves publicacions sobre els monuments històrics o artístics en l'Oficina Internacional de Museus. 4) L'Oficina Internacional de Museus dediqui en les seves publicacions alguns articles als procediments i mètodes de conservació de monuments històrics. 5) L'Oficina estudií la millor forma de difusió i utilització de la informació així centralitzada. | » |

Amb els vots finals es van remarcar les idees imperants en l'article VII, la difusió del patrimoni. La creació d'inventaris i d'arxius, i la formació d'institucions dedicades a la promoció d'aquests monuments històrics va ser una iniciativa innovadora, almenys en la seva voluntat internacional, que com molts dels articles de la Carta continua gaudint de certa
vigència.

## Repercussió
La Carta d'Atenes va tenir un èxit internacional molt rellevant. Marcarà les pautes d'altres documents per la restauració de monuments en diversos països (cita Gonzalez varas), per exemple la Carta Italiana del Restauro de 1932, que va comptar amb la participació de Gustavo Giovannoni. També observem la influència de la Carta en l'espanyola Ley Nacional del Patrimonio Histórico de 1933, els principis sorgits d'Atenes van materialitzar-se en la llei espanyola de la mà de l'arquitecte i restaurador Leopoldo Torres Balbás, participant actiu en el Congrés.
La Carta de Venècia de 1964, es convertirà en la continuació de la tasca que inicià la Carta d'Atenes i que resulta interrompuda per l'esclat de la Segona Guerra Mundial.